# High-Level Data Link Control
High-Level Data Link Control (HDLC) är ett synkront datalänkskiktsprotokoll utvecklat av standardeseringsorganisationen ISO. 
HDLC beskrevs ursprungligen i:
- ISO 0009 — Frame Structure
- ISO 4335 — Elements of Procedure
- ISO 6159 — Unbalanced Classes of Procedure
- ISO 6256 — Balanced Classes of Procedure

Som idag är ersatta av den samlade nuvarande standarden för HDLC (ISO 13239).
HDLC tillhandahåller både anslutningsorienterade och anslutningslösa tjänster.
HDLC kan användas för point to multipoint-förbindelser men används nästan exklusivt för point to point-förbindelser med metoden Asynchronous Balanced Mode (ABM). De andra metoderna är Normal Response Mode and Asynchronous Response Mode.